# Musorka
Musorka (ros. Мусорка) – wieś (sieło) w Rosji, w obwodzie samarskim, w rejonie stawropolskim. W 2021 liczyła 1370 mieszkańców.